# 多利亚诺瓦
多利亚诺瓦（義大利語：Dolianova），是撒丁大区南撒丁省的一个市镇。总面积84.6平方公里，人口9201人，人口密度108.8人/平方公里（2009年）。ISTAT代码为092017。